# Narcissus papyraceus subsp. papyraceus
Narcissus papyraceus subsp. papyraceus es una especie herbácea, perenne y bulbosa perteneciente a la familia de las amarilidáceas. Es originaria del sur de Europa y Norte de África.

## Taxonomía
Narcissus papyraceus subsp. papyraceus.
Etimología
Narcissus nombre genérico que hace referencia  del joven narcisista de la mitología griega Νάρκισσος (Narkissos) hijo del dios río Cephissus y de la ninfa Leiriope; que se distinguía por su belleza. 
El nombre deriva de la palabra griega: ναρκὰο, narkào (= narcótico) y se refiere al olor penetrante y embriagante de las flores de algunas especies (algunos sostienen que la palabra deriva de la palabra persa نرگس y que se pronuncia Nargis, que indica que esta planta es embriagadora). 
papyraceus: epíteto latino que significa "como papel".
Sinonimia
- Narcissus niveus Loisel., J. Bot. (Desvaux) 2: 278 (1809).
- Narcissus unicolor Ten., Fl. Napol. 1: 144 (1811).
- Hermione jasminea Salisb., Trans. Hort. Soc. London 1: 360 (1812).
- Narcissus anceps DC., Cat. Pl. Horti Monsp.: 127 (1813).
- Hermione papyratia Haw., Suppl. Pl. Succ.: 143 (1819).
- Hermione papyratia var. jasminea (Salisb.) Haw., Suppl. Pl. Succ.: 143 (1819), nom. illeg.
- Narcissus jasmineus (Salisb.) Schult. & Schult.f. in J.J.Roemer & J.A.Schultes, Syst. Veg. 7: 1734 (1830).
- Narcissus papyraceus var. niveus (Loisel.) Herb., Amaryllidaceae: 408 (1837).
- Narcissus papyratius (Haw.) Spach, Hist. Nat. Vég. 12: 451 (1846).
- Hermione anceps (DC.) M.Roem., Fam. Nat. Syn. Monogr. 4: 229 (1847).
- Hermione candidissima M.Roem., Fam. Nat. Syn. Monogr. 4: 228 (1847).
- Hermione nivea (Loisel.) M.Roem., Fam. Nat. Syn. Monogr. 4: 230 (1847).
- Hermione unicolor var. tingitana M.Roem., Fam. Nat. Syn. Monogr. 4: 231 (1847).
- Narcissus gennarii Parl., Fl. Ital. 3: 130 (1858).
- Narcissus papyraceus var. gennarii (Parl.) Nyman, Consp. Fl. Eur.: 711 (1882).
- Narcissus albulus Levier, Term. Füz. 10: 45 (1886).
- Narcissus papyraceus var. albulus (Levier) Nyman, Consp. Fl. Eur., Suppl. 2: 297 (1890).
- Narcissus papyraceus var. tingitanus (M.Roem.) Pau, Treb. Inst. Bot. Barcelona 12: 122 (1988).[3]